# Beylul
Cette page contient des caractères éthiopiques. En cas de problème, consultez Aide:Unicode ou testez votre navigateur.
Beylul (prononcé [bɛjlul] aussi appelé Beilul, በይሉል en Tigrigna) est une petite ville portuaire du sud de l'Érythrée, dans la région du Debub-Keih-Bahri, dans le district du Denkalya méridional.

Sa population est d'environ 14 000 habitants en 2005. Au recensement de 2000, Beylul est la onzième ville et la quatrième ville portuaire la plus peuplée de l'Érythrée. Beylul est une ville ancienne qui date au moins du Moyen Âge. La ville considérée comme un point stratégique, fut occupée, au cours de son histoire, aussi bien par les Ottomans, les Éthiopiens ou les Italiens. De 1993 à 1996, la ville devient la capitale du district de Beylul, aujourd'hui disparu.
Beylul signifie « diamant bleu » en tigrigna ou « puits profond » en bedja. 

## Géographie

### Localisation
La ville de Beylul est localisée au sud de l'Érythrée, au sud-est de la région du Debub-Keih-Bahri, dans le district du Denkalya méridional. Le port borde la mer Rouge et se situe à l'est du désert Danakil. La ville se trouve à 101 km d'Édd, à 52 km de Asseb ainsi qu'à une centaine de kilomètres d'Al-Mukha, port à l'extrême sud du Yémen. Les villages les plus proches de Beylul sont Bihde (4 km) au sud-ouest et Hlelika (5 km) à l'ouest ,.    
Beylul a donné son nom à la baie de Beylul (appelée Beylul Bahir Selat'e) et au cap de Beylul (ras Beylul) qui lui font face. La ville jouxte également une plage nommée Aghig. Il existe une rivière nommé Gola River qui traverse le nord de Beylul avant de se jeter dans la Mer Rouge, cette rivière est cependant parfois asséchée.

### Climat
Beylul possède un climat désertique chaud caractérisé par des températures très élevées toute l'année et des précipitations très faibles et sporadiques. La température moyenne journalière annuelle est supérieure à 30 °C. Les températures maximales moyennes atteignent jusqu'à 42.5 °C pendant le mois le plus chaud alors qu'elle restent au-dessus de 30 °C pendant les mois les moins chauds. Les précipitations annuelles sont d'à peu près 93 mm. Cependant la ville est une oasis qui peut contraster avec l'aridité du désert Danakil, surnommé « le lieu le plus cruel de la Terre » par National Geographic. Le climat de Beylul est comparable à celui d'Assab.
| Mois                                            | jan. | fév. | mars | avril | mai  | juin | jui. | août | sep. | oct. | nov. | déc. | année |
| ----------------------------------------------- | ---- | ---- | ---- | ----- | ---- | ---- | ---- | ---- | ---- | ---- | ---- | ---- | ----- |
| Température minimale moyenne (°C)               | 22,1 | 23,5 | 23,5 | 26,4  | 28,9 | 31,9 | 32,5 | 29,5 | 30,5 | 26,8 | 26   | 22,9 | 27,1  |
| Température moyenne (°C)                        | 25,4 | 26,5 | 27   | 29,5  | 32,4 | 35,8 | 37,5 | 35,6 | 34,8 | 30,1 | 29,2 | 26,5 | 30,9  |
| Température maximale moyenne (°C)               | 28,7 | 29,5 | 30,4 | 32,5  | 35,8 | 39,6 | 42,5 | 41,3 | 39,1 | 34,5 | 32,4 | 30,1 | 34,7  |
| Précipitations (mm)                             | 7    | 9    | 6    | 1     | 13   | 0    | 6    | 25   | 9    | 5    | 11   | 1    | 93    |
| dont neige (cm)                                 | 0    | 0    | 0    | 0     | 0    | 0    | 0    | 0    | 0    | 0    | 0    | 0    | 0     |
| Nombre de jours avec précipitations             | 5    | 6    | 2    | 1     | 3    | 0    | 1    | 8    | 4    | 4    | 9    | 1    | 35    |
| dont nombre de jours avec précipitations ≥ 5 mm | 0    | 0    | 0    | 0     | 1    | 0    | 1    | 3    | 0    | 0    | 0    | 0    | 5     |

| Diagramme climatique                                  |           |           |           |            |           |           |            |           |           |          |           |
| J                                                     | F         | M         | A         | M          | J         | J         | A          | S         | O         | N        | D         |
| 28,722,17                                             | 29,523,59 | 30,423,56 | 32,526,41 | 35,828,913 | 39,631,90 | 42,532,56 | 41,329,525 | 39,130,59 | 34,526,85 | 32,42611 | 30,122,91 |
| Moyennes : • Temp. maxi et mini °C • Précipitation mm |           |           |           |            |           |           |            |           |           |          |           |

La baie de Beylul à 5 km à l'est de la ville est  balayée par les plus puissants vents de la région avec une moyenne de 40 à 50 km/h (10 à 15 m/s),. La force des vents de la région a d'ailleurs permis la construction d'éoliennes en 2010 pour fournir de l'électricité à la ville.

### Voies de communication et transports
Beylul se situe sur la jonction de deux routes principales. L'une en longeant le littoral, relie Idi à Asseb, cette route ne fait cependant pas face à la mer à l'exception du tronçon de 5 km entre Assab et Beylul. La deuxième route, l'autoroute Massawa-Assab, s'enfonce plus dans les terres. Ces routes mettent Beylul en relation avec les autres villes d'importance. Par exemple, Assab se situe à 60 km de Beylul en empruntant la route et à 85 km de Bera'isole. Ce sont des routes goudronnées ou parfois de simples chemins de terre, leurs constructions a été assurées par la Gedem Construction Company et plus localement par les petites entreprises Gheled et Roda. Il n'y a pas de transports en commun à Beylul. Cependant il existe quelques voitures privées qui peuvent transporter des personnes moyennant finance.

## Urbanisme
La très grande majorité des habitations de Beylul sont des maisons rectangulaires en bois ou parfois de simples tentes. Le bois qui sert à la fabrication de ces logements vient du Yémen. Ces habitations sont parfois délimitées par des clôtures en bois qui servent aussi d'enclos pour le bétail. La ville en elle-même se présente comme une oasis entourée de nombreux palmiers.

## Toponymie
Quelques explications furent données sur l'origine du nom Beylul. Selon le linguiste Didier Morin, deux étymologies peuvent expliquer l'origine du nom. Beylul peut venir du bedja, B'a-i lui ou B'a-i luul qui signifie littéralement « la corde (luul ou lui) en profondeur (b'a(a)- préfixe de baas : enterrer) » qui se traduit aussi par « puits profond ». Une autre hypothèse serait une origine arabe de Beylul, qui dériverait de بهلول, behlül ou bahlül qui signifie « simple d'esprit » ou « souriant ». Le lien avec la ville est cependant peu clair, le nom a pu être donné en références à un wali. Le fait que la ville a été fondée par des Yéménites et qu'il existe une ville nommée Bahlul (en) au Yémen permettent aussi de penser que Beylul vient de l'arabe. Beylul signifie également « diamant bleu (በሉል) » en tigrigna.

Beylul signifie en afar « Les diamants perdus ». Les nombreuses écritures possibles de Beylul (comme Beyelul, Baylul, Beilil...) viennent du fait que le tigrigna est une langue de type abjad qui note principalement les consonnes et laisse souvent libre l'interprétation de la place des voyelles.
Le schéma ci-dessous représente les différentes formes possibles pour l'orthographe du nom :
. 
Toutefois certaines de ces écritures sont très rares et sont peu, sinon pas, utilisées. Il existe aussi des formes plus anciennes comme Bailur ou Baylur. La forme macronisée « Bēylul » ou l'écriture francisée « Beyloul » se rencontrent également.

## Histoire

### Préhistoire et Antiquité
Des sites préhistoriques et antiques aux alentours de Beylul et le long de la côte jusqu'à Karora au Nord de l'Érythrée témoignent d'anciennes implantations sédentaires au moins depuis 2000 av. J.-C. Le potentiel archéologique de la région a été peu exploité, ce qui laisse espérer la présence d'autres sites près de Beylul. De plus, les archéologues ont découvert des obsidiennes isolées au Tihamah qui proviendraient, en fait, d'une zone archéologique non explorée de Beylul. Cette découverte attesterait ainsi un contact préhistorique entre les deux côtes de la Mer Rouge.

### Fondements et occupation ottomane
Une stèle, aujourd'hui perdue, attesterait la fondation par les Yéménites de la ville au Xe siècle apr. J.-C.. 

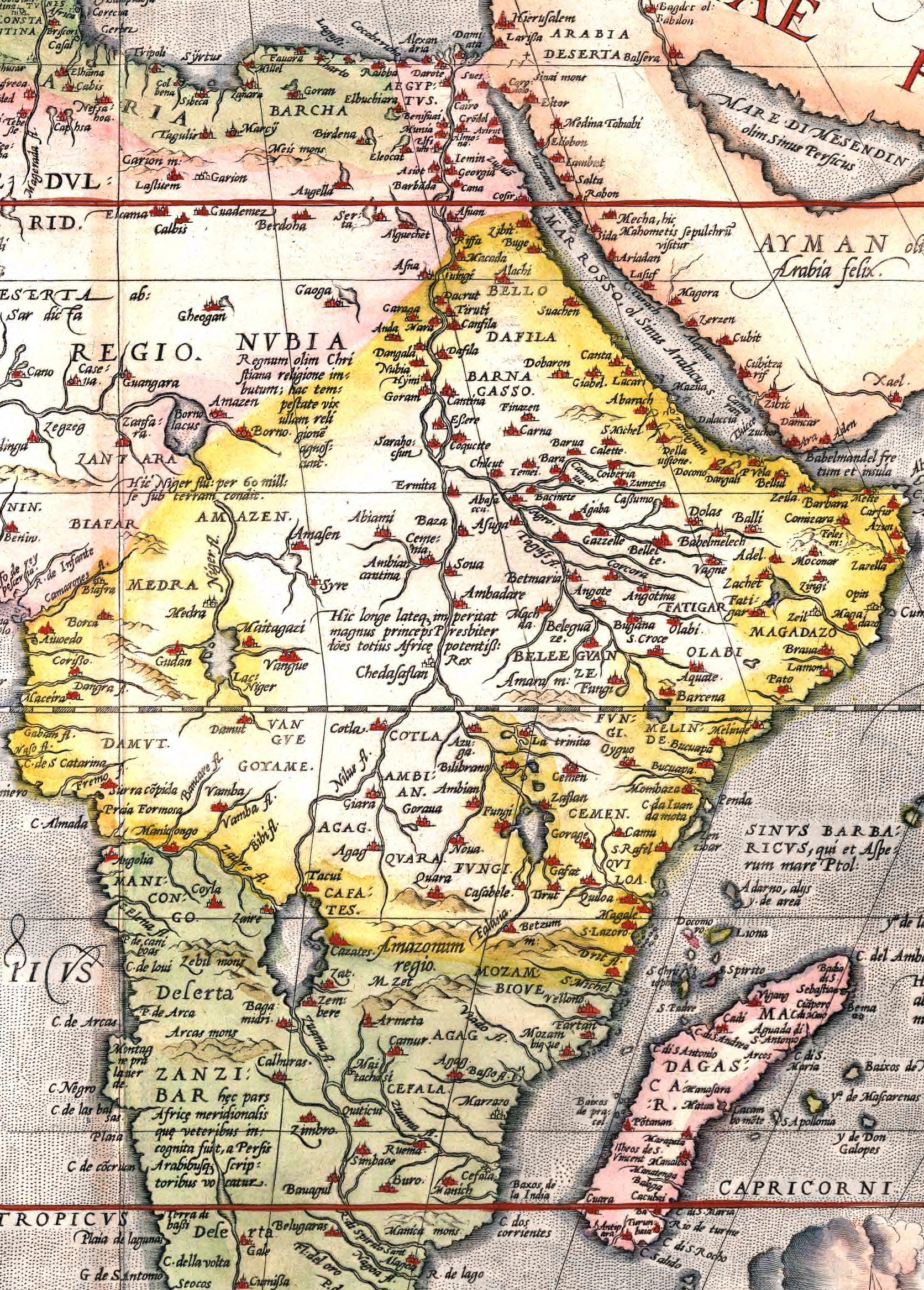
Sur cette carte d'Abraham Ortelius de 1570, l'une des premières occurrences à Beylul (écrit Bellul) est faite.

Dès la fin du Moyen Âge, des routes commerciales passent par Beylul, qui reste cependant un port mineur. La ville est mentionnée pour la première fois à la fin du XVIe siècle sur la carte de Gastaldi, à la même époque d'autres cartographes référencent la ville. 
Lors de son intervention dans la guerre Adal-Éthiopie, le pacha des Turcs de Zabid au Yémen, Halim Suleiman Pasha envoya 900 mousquetaires et dix canons qui débarquent à Beylul en août 1541. Ces renforts permettront de mettre en déroute les forces portugaises lors de la Bataille de Wofla. Une victoire de courte durée puisque l'Éthiopie gagnera finalement la guerre et chassera les Ottomans. La ville de Beylul, port devenu stratégique,  est cependant reprise en 1582 par les Ottomans.
Au début du XVIIe siècle, Beylul (appelée alors Bailur ou Baylur), est la capitale du royaume de Dancalie. Le développement du port est limité par l'absence de fleuve et une baie trop petite pour accueillir les gros navires. Les bateaux les plus petits, quant à eux, ne peuvent pas s'approcher trop près de la côte à cause de la marée qui les rejette sur le rivage. On trouve cependant quelques marchandises : des dattes et du beurre de lait de chèvre et de chamelle. Les Turcs extraient également du sel des dépôts naturels.
En 1625, Beylul a une cinquantaine d'habitants selon le jésuite portugais, Jerónimo Lobo.  En 1648, l'ambassadeur du Yémen, Hasan ibn Ahmad al-Haym, de passage à Beylul, signale y avoir rencontré une « foule de marchands abyssins (éthiopiens) » bien qu'à l'époque le port n'avait encore qu'un statut secondaire.
Beylul reste un port du commerce entre l’Éthiopie et l'Arabie jusqu'au milieu du XIXe siècle. C'est alors, également, le siège d'un « sultanat » afar qui deviendra celui des Akito .

### Massacre de l'expéditionGiuliettiet domination italienne
Les Égyptiens, dirigés alors par Werner Munzinger au service  du khédive Ismaïl Pacha occupent Beylul en 1872 . À leur départ en 1885, les Italiens qui sont à Assab à partir de 1869, occupent Beylul. Le 26 avril 1881 l'expédition Giulietti qui a pour but d'étendre les relations commerciales italiennes en Érythrée débarque à Beylul mais elle est entièrement massacrée près de la ville le 25 mai de la même année, une enquête égyptienne conclut à la responsabilité des populations rebelles de la région et le « sheik », Akito, est arrêté et envoyé en Égypte où il meurt . En 1885, l'ensemble de l'Érythrée devient une colonie italienne avec l'occupation de Massawa. La Grande-Bretagne encouragea la colonisation italienne pour éviter que les Français détiennent un axe colonial d'ouest en est en Afrique ; de fait, l'Italie occupa Beylul, le 25 janvier 1885 pour pallier les menaces françaises. La prise de Beylul fut menée par le commandant Trucco qui dirigeait une centaine de marins et deux canons. L'occupation de la ville par l'Italie fut prétextée par l'incident de Beylul qui avait eu lieu quatre ans auparavant . En février, la Sublime Porte ottomane conteste cette occupation italienne en demandant le retrait des troupes jugeant qu'elles atteignent à la souveraineté du sultan. Cette protestation n'eut pas d'écho significatif.

### Période contemporaine
Beylul décline ensuite et n'est plus qu'un port secondaire de l'Érythrée au XXe siècle. Durant la guerre d'indépendance érythréenne, dans les années '80, Beylul est une base militaire éthiopienne et le théâtre de nombreux combats jusqu'à sa prise par les indépendistes érythréens le 4 avril 1991qui précéda un sanglant combat qui fit 1 100 morts selon le Front populaire de libération de l'Érythrée. En 1993, après l'indépendance de l'Érythrée, Beylul devient la capitale d'un nouveau district qui porte son nom (district de Beylul), la ville perd cependant ce statut le 15 avril 1996, lorsque la nouvelle constitution de l'Érythrée réorganise les divisions administratives du pays. Aujourd'hui, Beylul est redevenue un petit port de pêcheurs et un point du commerce avec la péninsule arabique.

## Population et société

### Démographie

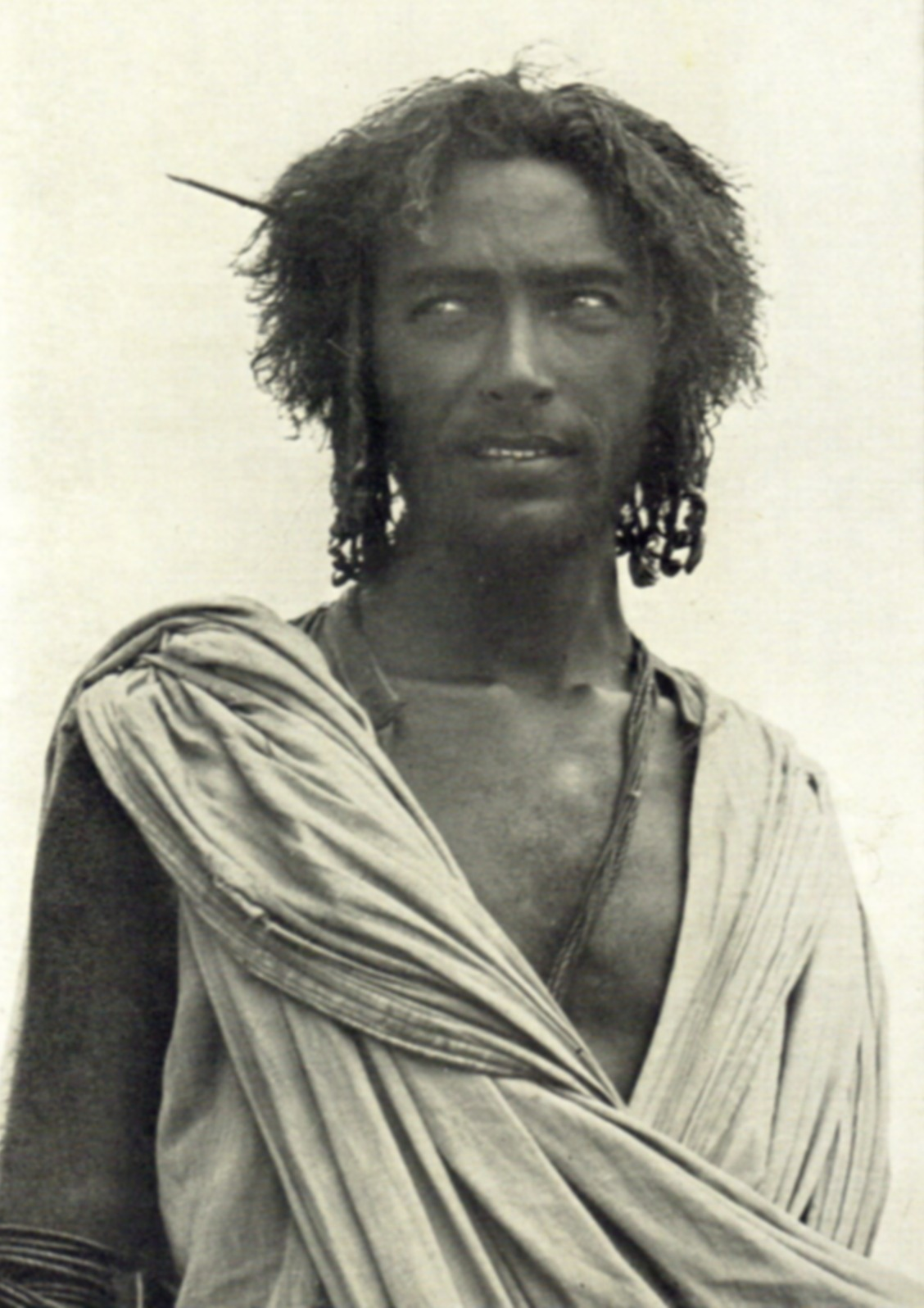
Un Afar en tenue traditionnelle, dans les années 1950.

La région est faiblement habitée, avec une moyenne de 20 hab/km2. On estime la densité de la ville de Beylul à plus de 200 hab/km2. La population ne cesse d'augmenter, passant de 11 100 au recensement de 2000 à 14 055 habitants selon l'estimation de 2005.
La démographie de la ville a évolué plus rapidement que ne l'estimaient les prévisionnistes : en 1997, une prévision projetait 10 700 habitants pour 2002, en 2000 Beylul comptait déjà 11 100 habitants.
| 1625 | 1894 | 1994  | 2000   | 2005   |
| ---- | ---- | ----- | ------ | ------ |
| 50   | 400  | 8 000 | 11 100 | 14 055 |

### Habitants et coutumes
La population de Beylul est principalement composée d'Afars, membres du groupe des ’Assahyammára (Nassals, Damoheitas et Assabarcares) ou des ’Adohyammára (Ankala). Les tribus afares de la région sont appelées Danakil par les tribus yéménites en référence au royaume de Dankali, qui correspond à l'une des plus anciennes tribus afares. Le nom Danakil remonte en effet au moins  au XIIIe siècle. Les Afars de Beylul sont exclusivement musulmans (comme toutes les tribus afares) et dépendent du sultanat d'Aussa. La diversité des langues résulte du grand nombre d'ethnies différentes qui cohabitent dans la ville :
- l'anglais et le tigrigna, langues officielles de l'Érythrée ;
- l'afar, parlé dans tout le Debub-Keih-Bahri ;
- le tigré, le ge'ez et l'agew (le blin), langues parlées localement[39].

Outre les dattes ou les jus de fruits consommés par les habitants de Beylul, l'une des spécialités culinaires de Beylul est le doma, un vin de palme à forte teneur alcoolique. Ce vin, appelé aussi dooma ou dôma, est préparé à partir de la sève du palmier doum,. Ce palmier sert également à la fabrication de paniers artisanaux.

### Enseignement
En décembre 2010, une école élémentaire a été construite à Beylul, à la place d'une ancienne école jugée trop petite et trop vieille. L'ancienne école, construite en 1979, contenait trois classes et accueillait une soixantaine d'élèves en 1994. La nouvelle école primaire a été construite pour accueillir le nombre croissant d'étudiants de la région et possède ainsi onze classes. Son coût s'élève à 3,7 millions de nakfa érythréen (soit presque 200 000 euros).

### Santé
En 1992, un petit poste médical fut construit cependant celui-ci n'est pas assez important pour subvenir aux besoins de la population. Par la suite, de nombreux projets soutenus par la population ont permis de développer les services médicaux et les infrastructures spécialisées comme en 2008, la construction de maison de maternité en bois. 
Différents projets d'approvisionnement en eau pour pallier le manque hydrique naturel de la ville du fait de son climat aride ont vu le jour à Beylul et dans d'autres villes de la région. Selon le rapport sur la situation sociale et économique dans la région du Danakil, il y a en 1994, huit puits à eau, et quatre d'entre eux possèdent une salinité non négligeable. Le rapport indique que ces infrastructures ne sont pas suffisantes et que certains habitants sont parfois contraints de parcourir quarante kilomètres pour s'approvisionner en eau. Sur ces huit puits la moitié est utilisée pour les animaux.

## Économie

### Ressources
Beylul se situe près du désert de sel, le Danakil, ce désert permet l'extraction du sel, principale ressource pour la ville.
L'administrateur de la région et de Beylul, Mohammed Ali, a également encouragé le développement de l'agriculture à Beylul et d'importants efforts ont ainsi été effectués notamment dans la culture des fruits et légumes, favorisée par l'aménagement de 40 hectares cultivables en 2005 ,. D'autre part, la ville de Beylul comme les autres ports aux alentours vont très probablement évoluer car il semblerait qu'il y ait d'importantes ressources minières dans la région. La ville possède l'un des pâturages les plus importants de la région, une famille compte ainsi en moyenne 50 chèvres. Il y a, dans la ville, en 1994 : 5000 chèvres, 300 dromadaires, 250 chevaux, 200 moutons et 150 bovinés. Ces troupeaux transhument parfois vers l'Éthiopie dans le but d'échanges économiques avec le pays, bien que depuis la guerre d'indépendance ces échanges sont quasi inexistants.

### Commerce
Les principales activités économiques de la ville sont la pêche et l'élevage de bétail.
Beylul est promis à un développement portuaire important ; en effet, si les activités halieutiques ont considérablement diminué à la suite de la fermeture du canal de Suez en 1967 puis à cause de la guerre contre l'Éthiopie, l'Érythrée a depuis encouragé la pêche des chalutiers près de Beylul qui correspond à la zone 11 de pêche du pays. De plus, depuis l’indépendance du pays les activités liées à la pêche ont repris de plus belle avec la création de la Beylul Fishing Company qui tient un rôle important dans les activités halieutiques de l’Érythrée
.
La ville se trouve à une centaine de kilomètres d'Al-Mukha, port à l'extrême sud du Yémen. Cette proximité avec l'État yéménite a permis et permet encore le développement du commerce avec Beylul et plus largement avec l'Érythrée. Les échanges entre l'Éthiopie et l'Érythrée sont quant à eux très rares, cependant Beylul est l'un des rares endroits où un tel commerce subsiste. La ville fait des échanges de chameaux (ou chamelles) ou du sel contre du café avec la ville de Bure en Éthiopie.

## Littérature
La ville de Beylul est évoquée par le poète, essayiste et romancier Hubert Haddad dans Oholiba des songes, Beylul est présentée comme une ville « au-delà des montagnes », bordant la mer Rouge.